# География Гибралтара
Заморская территория Великобритании Гибралтар расположена на юге Пиренейского полуострова у Гибралтарского пролива, соединяющего Средиземное море с Атлантическим океаном.

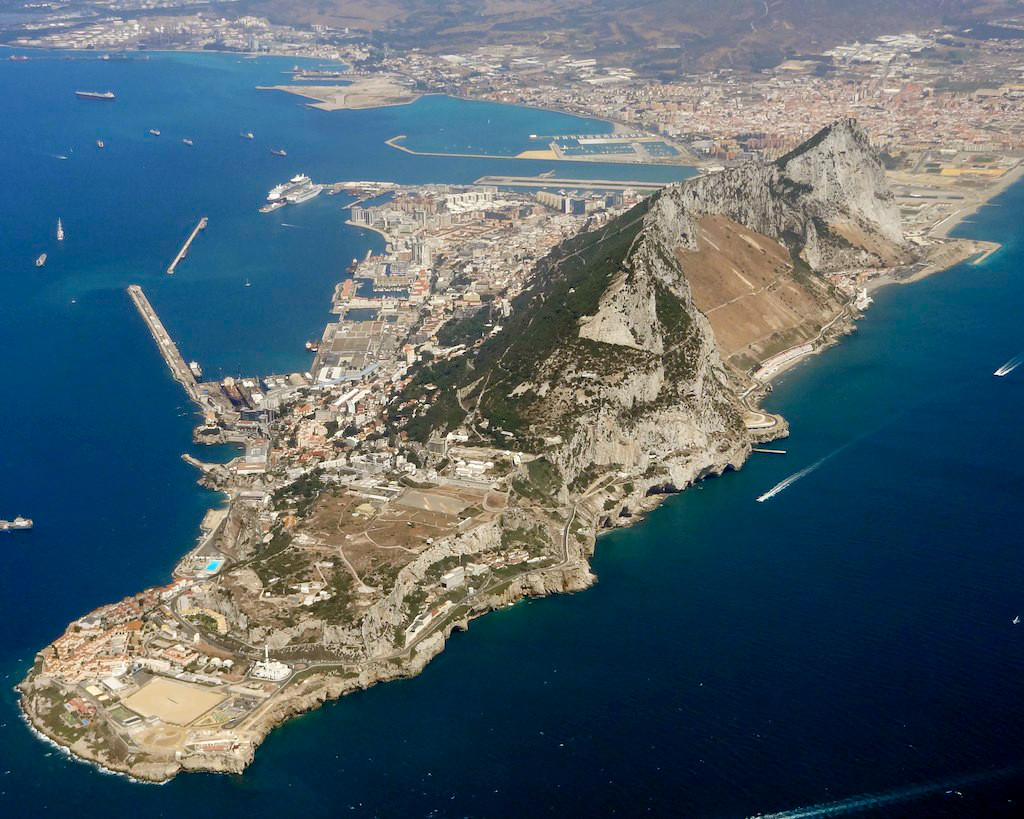
Вид на Гибралтар с высоты птичьего полёта в направлении на северо-запад

## Политическая география
Гибралтар занимает территорию 6,843 км² и имеет общую сухопутную границу с Испанией протяжённостью 1,2 км. С испанской стороны к границе вплотную примыкает город Ла-Линеа-де-ла-Консепсьон. Вместе с остальными близлежащими территориями Испании он входит в комарку Кампо-де-Гибралтар.
Длина береговой линии Гибралтара составляет 12 км. На восточном берегу располагаются небольшие населённые пункты Сэнди-Бэй (англ. Sandy Bay) и Каталан-Бэй. Основная часть населения размещается на западном берегу. Формально Гибралтар не имеет административного деления, однако в нём выделяется семь районов:
1. Верхний город (англ.  Upper Town)
2. Город (англ. Town)
3. Ист-Сайд (англ. East Side)
4. Осушённые территории (англ. Reclamation Areas)
5. Северный район (англ. North District)
6. Сэндпитс (англ. Sandpits Area)
7. Южный район (англ.  South District)

## Физическая география
Полуостров Гибралтар образован известняковой Гибралтарской скалой, соединённой с побережьем узким песчаным перешейком. Западный склон скалы более пологий, чем восточный, максимальная высота 426 м. Полуостров выдаётся в пролив примерно на 5 км. С востока его омывают воды Средиземного моря, с запада — бухты Альхесирас. Ширина Гибралтарского пролива в районе полуострова составляет около 21 км.

## Климат
Гибралтар имеет типичный средиземноморский климат, с жарким засушливым летом и мягкой дождливой зимой. Самый жаркий месяц — август, средняя температура +23,9 °C; самый холодный — январь, средняя температура +12,8 °C. Преобладают западные ветра, летом восточные и южные, зимой возможен северный ветер, приносящий резкое похолодание. Количество осадков до 810 мм в год, основная их масса выпадает в зимние месяцы.
| Показатель                    | Янв. | Фев. | Март | Апр. | Май | Июнь | Июль | Авг. | Сен. | Окт. | Нояб. | Дек. | Год |
| ----------------------------- | ---- | ---- | ---- | ---- | --- | ---- | ---- | ---- | ---- | ---- | ----- | ---- | --- |
| Средний суточный максимум, °C | 16   | 17   | 18   | 20   | 23  | 25   | 28   | 29   | 26   | 23   | 19    | 17   | 21  |
| Средняя температура, °C       | 13   | 14   | 15   | 17   | 19  | 22   | 24   | 25   | 23   | 20   | 17    | 14   | 18  |
| Средний суточный минимум, °C  | 10   | 11   | 12   | 13   | 15  | 18   | 20   | 21   | 19   | 17   | 14    | 11   | 15  |
| Норма осадков, мм             | 152  | 98   | 106  | 59   | 25  | 4    | 1    | 3    | 23   | 55   | 114   | 127  | 767 |
| Источник: BBC Weather         |      |      |      |      |     |      |      |      |      |      |       |      |     |

## Биогеография

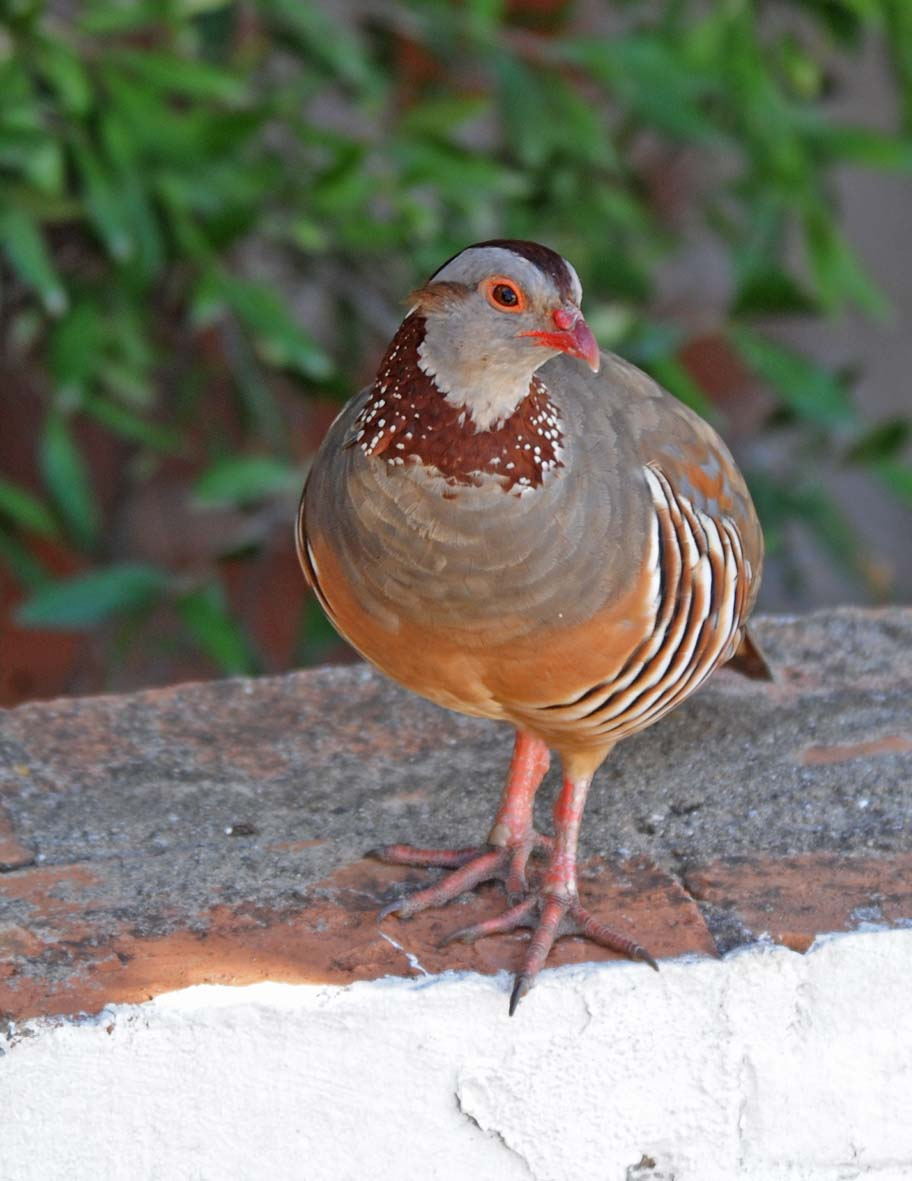
Берберийская каменная куропатка

Особенностью климата Гибралтара является недостаток влаги: осадки обеспечивают лишь 15 % потребностей полуострова. При этом вода не остается на поверхности, быстро просачиваясь через скальные породы. Из-за этого растительный и животный мир полуострова скудный. На склонах Гибралтарской скалы произрастают пинии и дикая олива. Относительно благоприятные условия на мысе Европа позволили закрепиться здесь травам и кустарникам, включая персиковую пальму, тимьян, иберийку. Культивируются платаны, инжир, миндаль, цитрусовые, кактусы.
Животный мир представлен мелкими грызунами, маготами, обитающими прямо в городских кварталах (единственный вид обезьян, обитающий в Европе), несколькими видами птиц (в том числе берберийской каменной куропаткой, являющейся символом Гибралтара), в прибрежных водах — рыбой (макрель, скумбрия).